# Храм на Деметра (Дион)
Храмът на Деметра (на гръцки: Ιερό Δήμητρας στο Δίον) е археологически обект в античния македонски град Дион, Гърция. Храмът е бил едно от най-старите и най-важните светилища на града, като сградите в него са обновявани от архаичния до имперския период.

## История
Храмът е разположен извън стените на града, непосредствено вляво след южната порта. Състои се от две двойни сгради с лице на изток и размери 11 х 7 m. При археологоческите разкопки в храма е открита мраморна глава, която типологично се определя като богинята Деметра и се датива в края на IV век пр.н.е. Фактът, че храмът е на Деметра, се потвърждава и от открит посветителски надпис.
Двойните храмове са заменили два по-стари архаични храма от края на VI век пр.н.е., чиито основи са видими зад нези на по-новите около свещените извори в източната част, където са правени възлияния. Тези архаични сгради имат формата на мегарон и са от дялан камък и кирпич. Във вътрешността са имали дървени пейки, на които поклонниците са оставяли даровете си.
В края на IV век пр.н.е. двата мегароида са заменени от две сгради в дорийски стил, посветени на Деметра и дъщеря ѝ Коре. В интериора им са запазени бази за култовите статуи. На една от тях е открита мраморната глава на богинята Деметра. За жертвите има олтари в източната част на светилището. Около двата храма са разположени малки едностайни храмове на различни богове на плодородието като Афродита, Баубо и Куротрофос. Тези малки храмове датират от класическата и елинистическата епоха и в тях е имало статуя на бога, а пред тях каменна маса олтар, където поклонниците се поставяли своите дарове на боговете на подземния свят.
Светилището на Деметра в Дион е най-старият известен днес македонски храм, чийто живот е непрекъснат до началото на IV век. По време на Късната империя светилището е ограничено до северната си част, а в Късната античност в района се появяват грънчарски работилници.
При разкопките са открити части от вотивни статуи на Деметра, Коре и Афродита. Най-забележителна от тях е мраморната глава на Деметра, вероятно от култовата статуя на богинята от края на IV век пр.н.е. В отвори в горната част на главата и ушите са се закачалали диадемата и обиците. Открити са също и множество вотивни предмети, които обрисуват култа към Деметра: глинени фигурки на жени, носещи делви за вода – най-честите находки, керни – малки глинени вази закачени за пръстен, кани за вода, лампи, бижута и други.
- Статуи от Храма на Деметра
- Глава на Деметра, IV век пр.н.е.
- Статуя на момиче в пеплос, IV век пр.н.е.
- Статуя на жена, III век пр.н.е.
- Статуя на Афродита, II век пр.н.е.
- Глава на Афродита, I век.